# Neighbors
Neighbors (titulada en castellano Malditos vecinos en España, Buenos vecinos en Hispanoamérica) es una comedia protagonizada por Seth Rogen, Rose Byrne, Zac Efron. Dirigida por Nicholas Stoller. Estrenada el 9 de mayo de 2014, en Estados Unidos.

## Argumento
Mac Radner (Seth Rogen) y su esposa australiana Kelly (Rose Byrne) son una pareja joven con una hija pequeña, Stella. Las restricciones de la paternidad les dificultan mantener su antiguo estilo de vida, lo que les aleja de sus amigos Jimmy Blevins (Ike Barinholtz) y de su exesposa, Paula (Carla Gallo). Un día, la pareja descubre que Delta Psi Beta, una fraternidad conocida por sus escandalosas fiestas, se ha mudado a una casa adyacente. Los líderes de la fraternidad, Teddy Sanders (Zac Efron) y Pete Regazolli (Dave Franco), aspiran a unirse al Salón de la Fama de Delta Psi organizando una gran fiesta de fin de año.
Una noche, la pareja le pidió a Teddy que no hiciera tanto ruido. Teddy está de acuerdo con la condición de que Mac y Kelly prometan siempre llamarlo en lugar de llamar a la policía. Para ganarse el favor de Mac y Kelly, Teddy los invita a unirse a la fiesta, a la que la pareja está de acuerdo. En la fiesta, Kelly conoce a la novia de Teddy, Brooke Shy (Halston Sage), y Teddy le muestra a Mac su dormitorio, que incluye un alijo de fuegos artificiales y una caja de interruptores que controla su poder.
La noche siguiente, Mac hace todo lo posible por llamar a Teddy, pero no puede ponerse en contacto con él para pedirle que baje la voz para que su bebé pueda dormir. Kelly convence a Mac para que llame a la policía y denuncie la fiesta como una persona anónima, pero el oficial Watkins (Hannibal Buress) los identifica con Teddy. Teddy se siente traicionado porque sus nuevos amigos se retractaron de su promesa. Al día siguiente, Delta Psi calienta constantemente a Mac y Kelly, lo que hace que Stella casi se coma un condón sin usar después de que la basura de su fiesta se tira por todo el césped. La pareja va a la decana del colegio Carol Gladstone (Lisa Kudrow) y se entera de que la escuela tiene una política de tres strikes antes de que intervengan con castigos; quemar su antigua casa fue el primer strike de Delta Psi.
Después de no forzar a la fraternidad a mudarse dañando su casa, Kelly manipula a Pete y Brooke para que tengan relaciones sexuales y Mac hace que Teddy los atrape. Teddy y Pete se pelean, que termina con una parrilla de barbacoa que se enrolla en el camino de un coche que pasa e hiere a un profesor, dando a Delta Psi su segundo strike y poniendo a la fraternidad en libertad condicional por el resto del año, terminando efectivamente con sus planes de fiesta. Para obtener pruebas de las novatadas de Delta Psi, Kelly y Mac contratan a un novato apodado Assjuice (Craig Roberts) para que se enfrente a Teddy y lo registre amenazando con represalias. Cuando Teddy en cambio le muestra amabilidad, revela que Mac y Kelly lo contrataron y también dañaron su casa. Teddy empieza a hacer bromas violentas a la pareja.
Mac y Kelly le envían a Teddy una carta falsificada de Gladstone que les permite volver a hacer fiestas, y Teddy comienza a planear su fiesta de fin de año. Una vez que la fiesta está en pleno apogeo, los Radners llaman a Watkins para quejarse del ruido. Teddy descubre a los extraños enviados por Mac, Kelly y Jimmy. Después de encontrar un volante sobre la fiesta y determinar que la carta es falsa, detiene la fiesta justo cuando llega Watkins. Jimmy se lanza desde el balcón para distraer a Teddy, permitiendo que Mac y Kelly se cuelen en el dormitorio de Teddy y reinicien la fiesta usando la caja de interruptores. Teddy los atrapa y pelea con Mac, mientras Kelly enciende uno de los fuegos artificiales y lo dispara contra el coche patrulla de Watkins, mientras Paula convence a uno de los chicos de la fraternidad para que gire la caja de fusibles y reanude la gran fiesta mientras el oficial de policía sigue allí. Teddy se lleva la culpa del partido y convence a Pete de que se lleve a los otros y huya. Gladstone cierra la casa y Mac y Kelly regresan a casa, adaptándose a sus nuevas vidas. Jimmy y Paula también vuelven a estar juntos.
Cuatro meses después, Mac está en un centro comercial al aire libre cuando se encuentra con Teddy, que trabaja como saludador sin camisa en Abercrombie & Fitch. Los dos se saludan cordialmente y Teddy le dice a Mac que está asistiendo a clases nocturnas para completar su título. Mac se quita la camisa y en broma hace de saludador de Teddy.
Mac y Kelly más tarde toman fotos de Stella vestida con varios trajes para un calendario. Reciben una llamada de Jimmy y Paula, que están asistiendo a Burning Man e invitan a la pareja a venir, incluyendo a Stella. Mac y Kelly se niegan, aceptando sus nuevos papeles como padres.

## Reparto
- Seth Rogen como Mac Radner.
- Rose Byrne como Kelly Radner.
- Zac Efron como Teddy Sanders.
- Dave Franco como Pete Regazolli.
- Christopher Mintz-Plasse como Scoonie.
- Jerrod Carmichael como Garf.
- Ike Barinholtz como Jimmy Faldt.
- Carla Gallo como Paula Faldt.
- Lisa Kudrow como Carol Gladstone.
- Craig Roberts como Assjuice.
- Hannibal Buress como el agente Watkins.
- Halston Sage como Brooke Shy.
- Ali Cobrin como Whitney.
- Jake Johnson como Billy Jessup.

## Premios
| Premio                                    | Día de la ceremonia | Categoría                   | Destinatario     | Resultado |
| ----------------------------------------- | ------------------- | --------------------------- | ---------------- | --------- |
| 15th Golden Trailer Awards                | 30 de mayo de 2014  | Mejor comedia               | Trailer 4        | Nominado  |
| 15th Golden Trailer Awards                | 30 de mayo de 2014  | Mejor póster                | Teaser One-sheet | Ganador   |
| 15th Golden Trailer Awards                | 30 de mayo de 2014  | Mejor anuncio de televisión | Mad Neighbors    | Ganador   |
| 41.er People's Choice Awards              | 7 de enero de 2015  | Película cómica favorita    |                  | Nominado  |
| 20º Premios de la crítica cinematográfica | 15 de enero de 2015 | Mejor actriz de comedia     | Rose Byrne       | Nominado  |